# 2. Meeresforschungsinstitut
Das 2. Meeresforschungsinstitut (chinesisch 第二海洋研究所, Pinyin Dì Èr Hǎiyáng Yánjiūsuǒ) ist eine dem Ministerium für natürliche Ressourcen der Volksrepublik China unterstellte Forschungseinrichtung, die sich primär mit physikalischer Meereskunde, aber auch mit Meeresbiologie befasst. Der Hauptsitz des Instituts befindet sich im Stadtbezirk Xihu von Hangzhou, der Hauptstadt der Küstenprovinz Zhejiang.

## Geschichte
Nach der Gründung der Staatlichen Ozeanverwaltung am 22. Juli 1964 genehmigten die Staatskommission für Wissenschaft und Technologie und das Oberkommando der Marine im Dezember 1965, die Außenstelle Zhejiang des Ostchinesischen Meeresforschungsinstituts der Chinesischen Akademie der Wissenschaften (中国科学院华东海洋研究所浙江海洋工作站) mit der 1. Meeresforschungsbrigade (海洋调查第一大队) der Staatlichen Ozeanverwaltung zusammenzulegen und daraus das 2. Meeresforschungsinstitut zu bilden. Beide Einrichtungen waren ursprünglich in Hangzhou angesiedelt, das neue Institut sollte nun aber in der Hafenstadt Ningbo aufgebaut werden. Im März 1966 wurde das Institut offiziell gegründet, wobei ein Teil des Personals zunächst in Hangzhou blieb. Das 2. Meeresforschungsinstitut war formal eine Marine-Division, die aber dem Zweigbüro Ostchinesisches Meer der Ozeanverwaltung unterstand, die wiederum, obwohl sie von einem Marineoffizier geleitet wurde, eine Behörde des Staatsrats der Volksrepublik China war.
Im September 1966, nach dem Ausbruch der Kulturrevolution, wurde das Institut dann als rein zivile Organisation dem Zweigbüro Ostchinesisches Meer der Staatlichen Ozeanverwaltung unterstellt, das seinen Sitz in Ningbo hatte. Nach einer internen Säuberungsaktion – Konteradmiral Qi Yong, der Leiter der Staatlichen Ozeanverwaltung, war am 28. Januar 1968 unter Korruptionsverdacht verhaftet worden und am 1. Juli 1968 verstorben – beschloss das Marinekomitee der Kommunistischen Partei Chinas (中国共产党中国人民解放军海军委员会), das 2. Meeresforschungsinstitut der Ostflotte (东海舰队) zu unterstellen, die ihr Hauptquartier ebenfalls in Ningbo hatte. Im November 1972 genehmigte die Zentrale Militärkommission dann die Rückverlegung des 2. Meeresforschungsinstituts nach Hangzhou; der tatsächliche Umzug fand im Dezember 1973 statt.
Nachdem die NASA am 27. Juni 1978 den weltweit ersten Meeresbeobachtungssatelliten Seasat gestartet hatte, wurde am 2. Meeresforschungsinstitut noch im selben Jahr das Labor für die Anwendung meereskundlicher Fernerkundungstechniken (海洋遥感技术应用研究室) eingerichtet (in China verwendete man zur Fernerkundung damals noch mit einer Filmkameras ausgerüstete Rückkehrsatelliten vom Typ Fanhui Shi Weixing). Auch Polarforschung betrieb man am Institut. So reiste der Meeresphysiker Dong Zhaoqian (董兆乾, * 1940), der seit 1967, zunächst als Assistent, am Institut tätig war, von Januar bis März 1980 zusammen mit Zhang Qingsong (张青松, * 1936) von der Chinesischen Akademie der Wissenschaften als Teilnehmer einer australischen Expedition erstmals in die Antarktis.
Anfang 1985 wurde Dong dann nach Shanghai versetzt, um den Bau des Polarforschungsinstituts der Ozeanverwaltung zu organisieren.
Ab den 1990er Jahren wurden am 2. Meeresforschungsinstitut weitere Spezialabteilungen eingerichtet:
- Forschungsakademie der Staatlichen Ozeanverwaltung für Untersuchung, Vermessung und Planung maritimer Bauprojekte (国家海洋局海洋工程勘测设计研究院), 1992
- Schwerpunktlabor der Staatlichen Ozeanverwaltung für unterseeische Geowissenschaften (国家海洋局海底科学重点实验室), 1997
- Schwerpunktlabor der Staatlichen Ozeanverwaltung für meeresdynamische Prozesse und satellitengestützte Meereskunde (国家海洋局海洋动力过程与卫星海洋学重点实验室), 1999
- Schwerpunktlabor der Staatlichen Ozeanverwaltung für Meeresökosysteme und Biogeochemie (国家海洋局海洋生态系统与生物地球化学重点实验室), 2005[7]

Nachdem der Nationale Volkskongress bei einer Kabinettsreform am 17. März 2018 das Ministerium für natürliche Ressourcen der Volksrepublik China geschaffen hatte, wurde das 2. Meeresforschungsinstitut im November 2018 aus der Staatlichen Ozeanverwaltung herausgelöst und dem neuen Ministerium direkt unterstellt.

## Struktur
Neben Verwaltungsabteilungen wie dem Personalbüro, der Buchhaltung, der Disziplinarkommission oder dem Zentrum für die Betreuung des Forschungsschiffs Da Yang (大洋号, also „Ozean“) besaß das 2. Meeresforschungsinstitut im Jahr 2023 folgende Fachabteilungen:
- Labor für unterseeische Geowissenschaften (海底科学实验室), aus dem Schwerpunktlabor von 1997 hervorgegangen[11]
- Labor für satellitengestütztes Studium der maritimen Umweltdynamik (卫星海洋环境动力学实验室)
- Labor für die Dynamik von Meeresökosystemen (海洋生态系统动力学实验室), aus dem Schwerpunktlabor von 2005 hervorgegangen[12]
- Forschungsakademie für Untersuchung, Vermessung und Planung maritimer Bauprojekte (海洋工程勘测设计研究院)
- Forschungszentrum für Entwicklung und Verwaltung von Meeresinseln (海岛开发与管理研究中心)
- Forschungsakademie für polare Tiefseetechnologie (极地深海技术研究院)

Dazu kommen noch folgende Schwerpunktlabors:
- Nationales Schwerpunktlabor für satellitengestütztes Studium der maritimen Umweltdynamik (卫星海洋环境动力学国家重点实验室), gegründet 2010[13][14]
- Schwerpunktlabor des Ministeriums für natürliche Ressourcen für satellitengestütztes Studium der maritimen Umweltdynamik (自然资源部卫星海洋环境动力学重点实验室)
- Schwerpunktlabor des Ministeriums für natürliche Ressourcen für unterseeische Geowissenschaften (自然资源部海底科学重点实验室), aus dem Schwerpunktlabor von 1997 hervorgegangen[15]
- Schwerpunktlabor des Ministeriums für natürliche Ressourcen für die Dynamik von Meeresökosystemen (自然资源部海洋生态系统动力学重点实验室), aus dem Schwerpunktlabor von 2005 hervorgegangen[16][17]

Mit der Wahrung der wirtschaftlichen Interessen der Volksrepublik China auf maritimem Gebiet sind folgende Abteilungen befasst:
- Forschungs- und Entwicklungsbasis für Prospektionstechnologie und Tiefseewissenschaft in chinesischen Meeren (中国大洋勘测技术与深海科学研究开发基地)[18]
- Forschungszentrum für Meereskunde des Indischen Ozeans (印度洋业务化海洋学研究中心) im Stadtbezirk Lin’an von Hangzhou[19]
- Forschungszentrum für ausschließliche Wirtschaftszone und Kontinentalschelf (专属经济区与大陆架研究中心)[20]

Außerdem gibt es auf Changshi (长峙岛), einer der Insel Zhoushan vorgelagerten, kleineren Insel, seit 2016 die gemeinsam mit der Stadtregierung von Zhoushan betriebene Entwicklungsbasis für maritime Wissenschaft und Technik (国海舟山海洋科技研发基地), wo Ausrüstung für Tiefseeforschung entwickelt und hergestellt wird.
Hier ist auch der Heimathafen des Forschungsschiffs Da Yang.
Im Frühjahr 2023 hatte das 2. Meeresforschungsinstitut gut 400 wissenschaftlich-technische Mitarbeiter.
Die Leitung des Instituts hat seit dem 12. August 2022 die Strukturgeologin Fang Yinxia (方银霞, * 1970), die vor ihrer Promotion an der Zhejiang-Universität 2003 am Institut von 1992 bis 1995 ein Aufbaustudium in Meeresgeologie absolviert hatte.

## Lehre
Das 2. Meeresforschungsinstitut besitzt seit dem 26. November 1981 die Berechtigung zur Verleihung von Diplomabschlüssen, später erhielt es auch die Genehmigung zur Verleihung von Doktortiteln.
Im Studienjahr 2022/2023 standen den Studenten 130 Diplomandenbetreuer und 42 Doktorandenbetreuer zur Verfügung.
Die Ausbildung findet in Zusammenarbeit mit der Zhejiang-Universität und der Jiaotong-Universität Shanghai statt, pro Jahr werden etwa 70 neue Studenten für Diplomstudiengänge aufgenommen (überwiegend aus dem Bereich physikalische Meereskunde). Im Studienjahr 2022/2023 waren am 2. Meeresforschungsinstitut 128 Diplomanden und 36 Doktoranden eingeschrieben.
Im November 2003 erteilte das Ministerium für Personalangelegenheiten dem Institut auch die Genehmigung, Postdoc-Stellen anzubieten.
Die Kosten für Forschungsprojekte werden vom Institut getragen, außerdem gibt es für alle Studenten Stipendien aus mehreren Fonds. Bereits Diplomanden haben die Gelegenheit, an Forschungsfahrten teilzunehmen; für die Zeit auf See gibt es Zulagen.

## Publikation
Das 2. Meeresforschungsinstitut gab seit Anfang 1983 die vierteljährlich erscheinende Fachzeitschrift „Ostmeer-Ozean“ (东海海洋) heraus. Ab dem 4. Quartal 2000 wurde der Name auf „Meereskundliche Forschung“ (海洋学研究) geändert, nun mit dem englischen Untertitel „Journal of Marine Sciences“.
Die Zeitschrift wurde zunächst in Zusammenarbeit mit der Meereskundlichen Gesellschaft der Provinz Zhejiang (浙江省海洋学会) und der Staatlichen Ozeanverwaltung herausgegeben, wobei letztere die redaktionelle Verantwortung trug.
Seit 2018 ist die Chinesische Gesellschaft für Meereskunde (中国海洋学会) für die Zeitschrift verantwortlich. Die Meereskundliche Gesellschaft der Provinz Zhejiang arbeitet weiterhin mit, nicht jedoch die Staatliche Ozeanverwaltung.